# 볼라마주

볼라마주

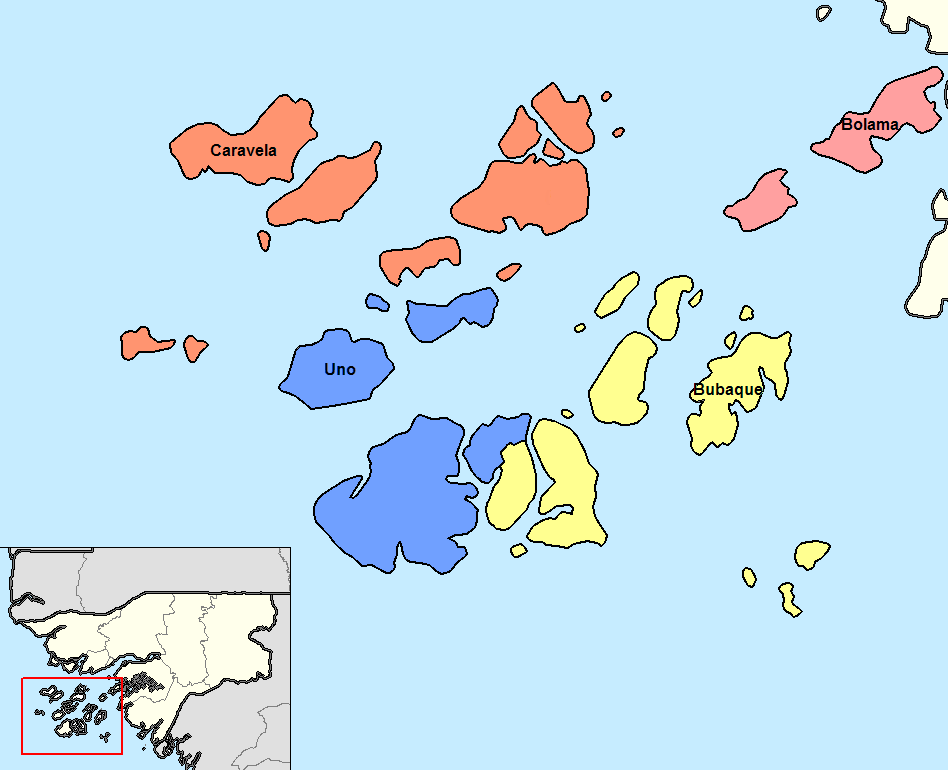
볼라마주의 하위 구역

볼라마주(포르투갈어: Bolama)는 기니비사우 남부 연안에 위치한 주로, 주도는 볼라마이며 면적은 2,624km2, 인구는 27,959명(2004년 기준)이다. 북쪽으로는 카셰우주와 비옴부주, 북동쪽으로는 비사우, 오이우주와 인접해 있으며 동쪽으로는 키나라주, 톰발리주와 인접해 있다. 3개의 하위 행정 구역(볼라마, 부바케, 카라벨라)을 관할한다.

## 같이 보기
- 기니비사우의 행정 구역